# Ota Benga
Ota Benga albo Mybe Otabenga (ur. ok. 1883, zm. 20 marca 1916 w Lynchburg (Wirginia)) – kongijski pigmej z plemienia Mbuti, znany z tego, że był prezentowany na Louisiana Purchase Exposition w 1904 w St. Louis w stanie Missouri oraz jako eksponat w ludzkim zoo w 1906 w Bronx Zoo. Z wyjątkiem krótkiej wizyty w Afryce po zamknięciu targów w St. Louis Benga do końca życia mieszkał w Stanach Zjednoczonych. Próbował odnaleźć się w społeczeństwie i wrócić do Afryki, ale z powodu wybuchu I wojny światowej, która mu to uniemożliwiła, popadł w depresję i popełnił samobójstwo.

## Życiorys
Jako członek ludu Mbuti Ota Benga mieszkał w lasach równikowych w pobliżu rzeki Kasai w ówczesnym Wolnym Państwie Kongo. Jego lud został zaatakowany przez Force Publique, utworzoną przez króla Belgii Leopolda II milicję kontrolującą ludy rdzenne. Większość schwytanych była wykorzystywana do pracy na plantacjach kauczuku w Kongu. Żona i dwoje dzieci Bengi zostało zamordowanych. Kiedy Force Publique zaatakowało wioskę, Benga był na wyprawie myśliwskiej, dlatego przeżył. Później został schwytany przez handlarzy niewolników z wrogiego plemienia „Baschelel” (Bashilele).

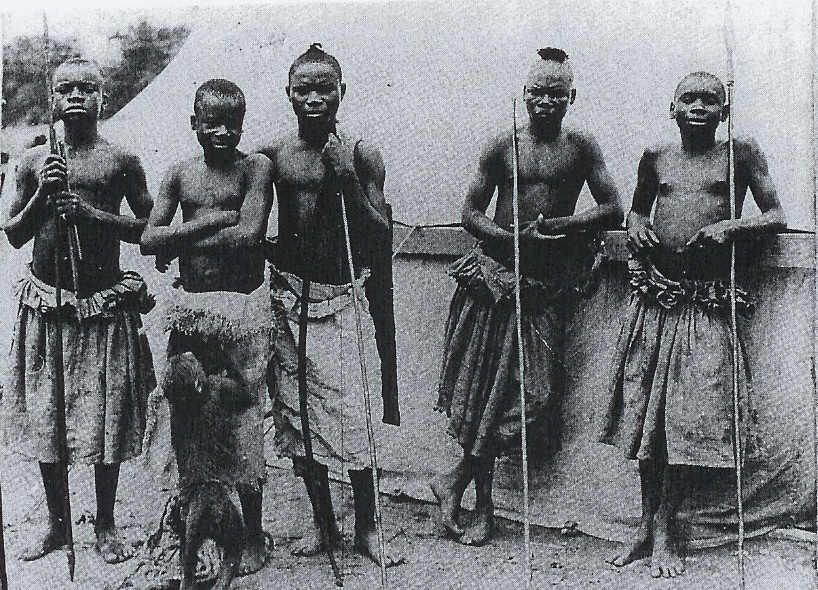
Ota Benga (drugi z lewej) wśród Pigmejów, Louisiana Purchase Exposition, 1904

W 1904 amerykański biznesmen i odkrywca Samuel Phillips Verner udał się do Afryki, by na podstawie kontraktu z Louisiana Purchase Exposition schwytać i sprowadzić na wystawę Pigmejów. Verner odkrył Bengę w drodze do wioski plemienia Batwa. Kupił Bengę od handlarzy niewolników Bashilele, dając im w zamian funt soli i belę sukna. Później Verner twierdził, że uratował Bengę przed kanibalami. Spędzili razem kilka tygodni, zanim dotarli do wioski Batwa. Verner nie był w stanie zwerbować nikogo, kto by wyjechał do Stanów Zjednoczonych, dopóki Benga nie powiedział, że muzungu (biały człowiek) uratował mu życie. Mówił o więzi, która ich połączyła, i tym, że jest ciekawy świata, z którego pochodzi Verner. Na wyjazd zdecydowało się czterech mężczyzn. Verner zwerbował też innych ludzi (nie-Pigmejów: pięciu mężczyzn z królestwa Bakuba, w tym syna króla Ndombe, i ludzi z pokrewnych plemion).
W końcu czerwcu 1904 grupa trafiła do St. Louis, ale bez Vernera, który zachorował na malarię. Ludzie z Afryki natychmiast znaleźli się w centrum uwagi odwiedzających wystawę. Benga był szczególnie popularny, prasa opisywała go jako Artiba, Autobank, Ota Bang i Otabenga. Był sympatyczny. Zwiedzający wystawę chętnie oglądali jego zęby, które we wczesnej młodości zostały spiłowane na ostro podczas rytualnej dekoracji. Afrykanie pobierali opłaty za zdjęcia i występy. Jedna z gazet promowała Bengę jako „jedynego prawdziwego afrykańskiego kanibala w Ameryce”. Kiedy miesiąc później przyjechał Verner, zauważył, że Pigmejowie byli więźniami. 28 lipca 1904 Afrykanie dali występ zgodnie z przyjętym z góry przekonaniem tłumu, że są „dzikusami”. Do kontrolowania tłumu wezwano Pierwszy Pułk Illinois. Benga i inni Afrykanie zaprezentowali się jak wojownicy, naśladując rdzennych Amerykanów, których widzieli na wystawie. Wódz Apaczów Geronimo zaczął podziwiać Bengę i dał mu jeden z grotów strzał.

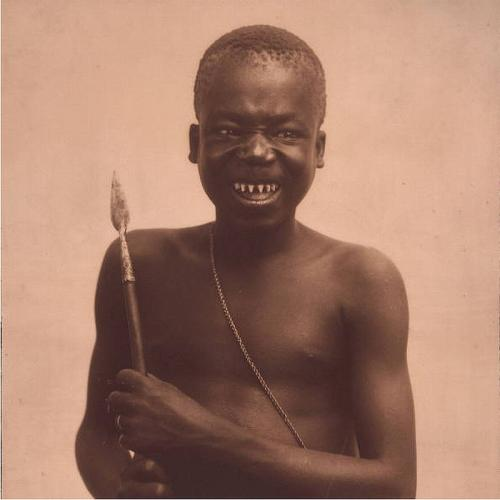
Ota Benga eksponujący spiłowane zęby, 1904

Gdy Verner wrócił z Afrykanami do Konga, Benga mu towarzyszył. Verner uzyskał od belgijskiego rządu licencję na handel kością słoniową i kauczukiem. Podróżował po Afryce Środkowej zapewne w towarzystwie Ota Bengi. Pigmej krótko mieszkał wśród Batwów. Ożenił się z kobietą z tego plemienia, która później zmarła z powodu ukąszenia węża. Niewiele wiadomo o tym małżeństwie. Nie czując, że należy do plemienia Batwa, Benga wrócił z Vernerem do Stanów Zjednoczonych. Verner umożliwił Bendze pobyt w pokoju w Amerykańskim Muzeum Historii Naturalnej w Nowym Jorku. Negocjował z kuratorem Henrym Bumpusem prezentację swoich nabytków z Afryki i sprawę potencjalnego zatrudnienia. Bumpus zainteresował się Bengą. Ten początkowo lubił spędzać czas w muzeum. Otrzymał lniany garnitur w stylu południowym. Jednak tęsknił za własną kulturą. Benga próbował uciec, prześliznąć się obok strażników, gdy tłumy opuszczały wystawę. W międzyczasie Verner borykał się z problemami finansowymi i poczynił niewielkie postępy w negocjacjach z muzeum.

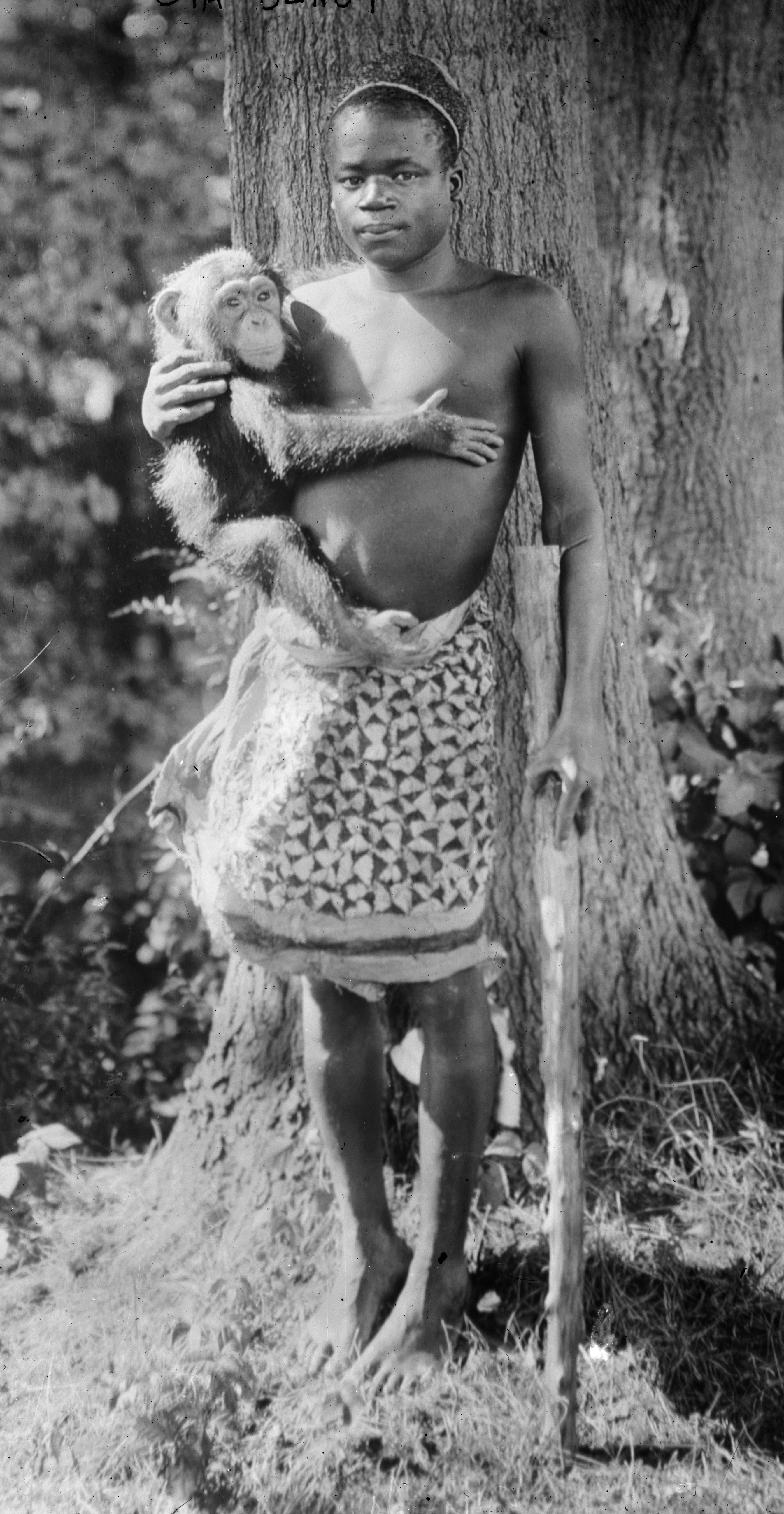
Ota Benga w bronx Zoo, 1915–1916

W 1906, zgodnie z sugestią Bumpusa, Verner zabrał Bengę do nowojorskich ogrodów zoologicznych (znanych jako Bronx Zoo). William Temple Hornaday, dyrektor zoo, początkowo zwerbował Bengę do pomocy przy zwierzętach. Jednak zauważył, że ludzie zwracali większą uwagę na Bengę niż na zwierzęta. Stworzył więc wystawę, na której zaprezentował Bengę. Pomysł Hornaday’a wspierał Madison Grant, sekretarz Nowojorskiego Towarzystwa Zoologicznego, która lobbowała za wystawieniem Ota Bengi obok małp człekokształtnych w zoo w Bronksie.
Ota Benga polubił orangutana o imieniu Dohong, „przewodniczącego geniuszu Małpiego Domu”, którego nauczono wykonywać sztuczki i naśladować ludzkie zachowanie. Kiedy Benga spędził trochę czasu na wystawie w Domu Małp, dyrekcja zoo zachęciła go do powieszenia tam hamaka i strzelania z łuku i strzał do celu. Pierwszego dnia wystawy, 8 września 1906, zwiedzający znaleźli Bengę w Małpim Domu. Wkrótce na wystawie pojawił się napis: Afrykański Pigmej „Ota Benga”. Wiek, 23 lata. Wzrost, 4 stopy 11 cali. Waga, 103 funty. Przywieziony z okolic rzeki Kasai, Wolne Państwo Kongo, centralna Afryka, przez dr. Samuela P. Vernera. Pokazywany każdego popołudnia we wrześniu. Do końca września zoo odwiedziło 220 000 gości. Było to dwa razy więcej niż w poprzednim miesiącu. 16 września 1906 strażnicy wyprowadzili Ota Bengę z klatki i oprowadzali po całym zoo. Tego dnia do zoo przybyło rekordowe 40 000 osób. Biegały za Bengą, popychały go, żartowały, ciągnęły za kończyny, pchały w żebra i podstawiał nogi, aby się potykał. Gdy próbował się bronić, został zamknięty w klatce. Hornaday skarżył się Vernerowi, że Ota Benga sprawia problemy. Sugerował, by stosować fizyczne kary. W akcie samoobrony Ota próbował zabić nożem strażnika. Wystawa zaczęła również budzić coraz większe kontrowersje.
Afroamerykańscy duchowni natychmiast wyrazili swój sprzeciw wobec wystawy. James H. Gordon powiedział: Uważamy, że nasza rasa jest wystarczająco przygnębiona, bez wystawiania jednego z nas z małpami… Jesteśmy pewni, że zasługujemy na to, by uważać nas za istoty ludzkie, z duszami. Gordon uważał, że wystawa była antychrześcijańska i skutecznie promowała darwinizm: Teoria darwinowska jest całkowicie przeciwna chrześcijaństwu i nie należy zezwalać na jej publiczną demonstracją. Wielu duchownych poparło Gordona. Z kolei „The New York Times” podał następującą opinię: Nie do końca rozumiemy wszystkie emocje, jakie inni wyrażają w tej sprawie… Absurdem jest jęczeć nad wyimaginowanym upokorzeniem i poniżeniem, jakie cierpi Benga. Pigmeje… stoją bardzo nisko w ludzkiej skali, a sugestia, że Benga powinien przebywać w szkole zamiast w klatce, ignoruje wysokie prawdopodobieństwo, że szkoła byłaby miejscem… z którego nie mógłby czerpać żadnej korzyści. Pomysł, że wszyscy ludzie są do siebie bardzo podobni, z wyjątkiem tego, że mieli lub nie mieli możliwości zdobycia wykształcenia z książek, jest już bardzo nieaktualny. Burmistrz Nowego Jorku, George B. McClellan Jr., odmówił spotkania z duchownymi, chwaląc decyzje Hornadaya. Dyrektor zoo napisał do urzędnika: Gdy historia zoo zostanie spisana, ten incydent będzie jej najbardziej zabawnym fragmentem. W miarę narastania protestów Hornaday nie przepraszał. Twierdził, że jedynym jego zamiarem było zorganizowanie wystawy etnologicznej. W innym miejscu napisał, że on i Grant, który dziesięć lat później opublikowali rasistowski traktat The Passing of the Great Race, uważali za „konieczne, aby działania społeczeństwa nie były kierowane” przez czarnych duchownych.
Po nagłośnieniu sprawy Benga mógł wędrować po terenie zoo. Brak danych, że kiedykolwiek otrzymał wynagrodzenie za swoją pracę. Mniej więcej w tym czasie „The New York Times” zacytował Roberta Stuarta MacArthura, białego pastora z Calvary Baptist Church, który powiedział: To bardzo źle, że nie ma takiej organizacji jak Towarzystwo Zapobiegania Okrucieństwu wobec Dzieci. Wysyłamy naszych misjonarzy do Afryki, aby schrystianizowali ludzi, a potem przyprowadzamy tu jednego z nich, by się nad nim brutalnie znęcać. Ostatecznie Benga został usunięty z zoo. Vernerowi nie powiodło się poszukiwanie pracy, ale od czasu do czasu rozmawiał z Bengą. Obaj zgodzili się, że Benga powinien pozostać w Stanach Zjednoczonych. Pod koniec 1906 Benga został zwolniony i oddany pod opiekę Gordona.
Gordon umieścił Bengę w nadzorowanym przez siebie Howard Colored Orphan Asylum, sponsorowanym przez kościół sierocińcu na Brooklynie. Benga miał wówczas około 20 lat i był o wiele starszy od pozostałych 265 osób mieszkających w sierocińcu. Otrzymał własny pokój. Ponieważ prasa nadal interesowała się mężczyzną, Gordon zaaranżował przeniesienie Bengi do Lynchburga w Wirginii. W końcu 1906 Gregory W. Hayes, prezes Virginia Theological Seminary and College w Lynchburgu (dziś Virginia University of Lynchburg), który brał udział w proteście przeciwko wystawianiu Bengi w zoo, zabrał Bengę. W ciągu kilku tygodni Hayes zmarł z powodu niewydolności nerek. Wdowa po nim, matka pięciorga dzieci, została tymczasową przewodniczącą kolegium sierocińca, ale Benga wrócił do placówki w Nowym Jorku. Kiedy dyrekcja sierocińca zakupiła farmę na Long Island, przeniesiono tam około 30 dorastających chłopców, w tym Bengę. W styczniu 1910 Benga wrócił do domu Hayesów w Lynchburgu. Aby został zaakceptowany przez lokalną społeczność, Gordon zadbał o to, by nałożyć na zęby Bengi nakładki, kupił mu też ubrania w amerykańskim stylu. Poetka z Lynchburga, Anne Spencer, wykładowczyni w Virginia Theological Seminary and College, dawała mu korepetycje z angielskiego. Zaczął uczęszczać do szkoły podstawowej w Seminarium Baptystów w Lynchburgu. Kiedy poczuł, że jego angielski jest wystarczająco dobry, Benga przerwał formalną edukację. Zaczął pracować w fabryce tytoniu w Lynchburgu i planować powrót do Afryki. Chodził na polowania, łowił ryby często w towarzystwie dzieci z sąsiedztwa.
Gdy w 1914 z powodu wybuchu I wojny światowej ustał ruch pasażerski statków, powrót do Konga stał się niemożliwy. Popadł w depresję. 20 marca 1916, w wieku 32 lub 33 lat, rozpalił uroczyste ognisko, zaczął rytualny taniec i śpiew, odłupał nakładki z zębów i pożyczonym pistoletem strzelił sobie w serce. Chauncey Spencer wspominał później: Powiedziano nam, że myślał, że jego dusza wróci do Afryki. 
Został pochowany w nieoznakowanym grobie w części cmentarza staromiejskiego przeznaczonej dla czarnych, w pobliżu swojego dobroczyńcy Gregory’ego Hayesa. W pewnym momencie szczątki obu mężczyzn zaginęły. Lokalne przekazy ustne wskazują, że Hayes i Benga zostali przeniesieni na cmentarz White Rock Hill. Miejsce popadło później w ruinę.

## Upamiętnienie
W 2017 w Lynchburgu upamiętniono jego życie i pobyt w mieście.
Phillips Verner Bradford, wnuk Samuela Phillipsa Vernera, napisał książkę o Bendze pt. The Pygmy in the Zoo (1992). Podczas pracy nad książką Bradford odwiedził Amerykańskie Muzeum Historii Naturalnej, w którym znajduje się maska i odlew ciała Ota Bengi. Są podpisane jako „Pigmej” mimo sprzeciwów Vernera, że powinny być podpisane imieniem mężczyzny. Publikacja książki wywołała szerokie zainteresowanie historią Oty Bengi i zainspirowała powstanie wielu tekstów kultury.
W 2020 Wildlife Conservation Society, operator zoo w Bronksie, przeprosiło za traktowanie Bengi przez zoo i promowanie eugeniki.

## W kulturze popularnej
- 1994 – sztuka Johna Stranda Ota Benga wyprodukowana przez Signature Theatre w Arlington w Wirginii[20]
- 1997 – sztuka Ota Benga, Elegy for the Elephant autorstwa dr. Bena B. Halma wystawiona na Fairfield University w Connecticut[21]
- 2002 – film dokumentalny Ota Benga: A Pygmy in America w reżyserii Brazylijczyka Alfeu França, który użył oryginalnych nagrań przez Vernera z początku XX wieku[22]
- 2005 – film fabularny Man to Man z Lomama Boseki, Josephem Fiennesem i Kristin Scott Thomas[23]
- 2006 – zespół Piñataland z Brooklynu umieścić piosenkę zatytułowaną Ota Benga’s Name na swoim albumie Songs from the Forgotten Future Volume 1[3]
- 2007 – wczesne wiersze Carrie Allen McCray, której rodzina opiekowała się Bengą, zostały zaadaptowane jako spektakl; praca zadebiutowała w Columbia Museum of Art z McCray jako narratorką i oryginalną muzyką Kevina Simmondsa[24]
- 2008 – postać Ngundy Oti w filmie Ciekawy przypadek Benjamina Buttona powstała na podstawie historii Ota Bengi[25]
- 2010 – historia Ota Bengi była inspiracją dla albumu koncepcyjnego zespołu muzycznego z St. Louis May Day Orchestra[26]
- 2011 – włoski zespół Mamuthones nagrał piosenkę Ota Benga (album Mamuthones)[27]
- 2012 – Carrie Allen McCray wydała zbiór poezji Ota Benga Under My Mother’s Roof[24]
- 2012 – film dokumentalny Ota Benga[28]
- 2015 – dziennikarka Pamela Newkirk opublikowała książkę Spectacle: The Astonishing Life of Ota Benga[29][30]
- 2016 – w podcaście Radio Diaries pojawiła się Ota Bengi pt. The Man in the Zoo[31]
- 2019 – University of Alabama w Birmingham zaadaptował historię Ota Bengi do musicalu Savage[32]
- 2019 – na Williamstown Theatre Festival odbyła się premiera sztuki A Human Being, of a Sort na podstawie opowiadania napisanego przez Jonathana Payne’a[33]
- 2020 – opublikowano Ota Benga: A Children’s Picture Book About a Boy who was Kidnapped from Africa and Caged in New York’s Bronx Zoo[34]